# Dušan Cvetinović
Dušan Cvetinović (in serbo Душан Цветиновић?; Šabac, 24 dicembre 1988) è un calciatore serbo, difensore del Mladost Lučani.

## Caratteristiche tecniche
È un difensore centrale.

## Palmarès

### Club

#### Competizioni nazionali
- Coppa del Liechtenstein: 1

Vaduz: 2012-2013
- Campionato giapponese: 1

Yokohama F·Marinos: 2019
- J2 League: 1

Tokushima Vortis: 2020